# Eerste jaarlijkse conferentie van de G6
De 1e conferentie van de G6 was een informele bijeenkomst van de staatshoofden van West-Duitsland, Frankrijk, Italië, Japan, het Verenigd Koninkrijk en de Verenigde Staten van Amerika die plaatsvond tussen 15 en 17 november 1975 in het Franse Rambouillet. De bijeenkomst heeft geleid tot de oprichting van de G6 of Groep van zes, die later uitgroeide tot de G7 en uiteindelijk de G8.

## Context en locatie

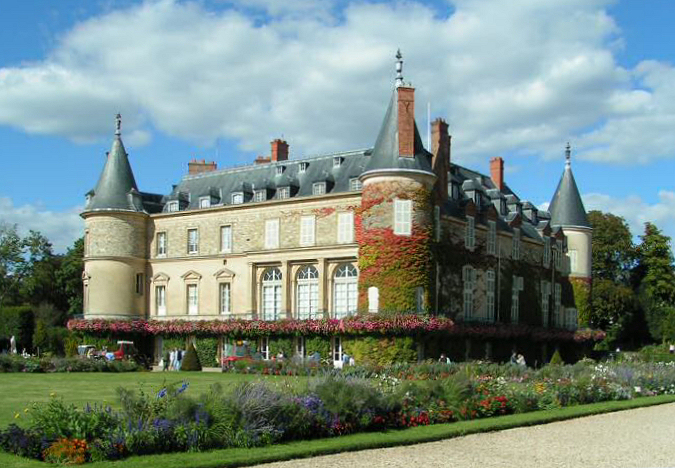
Château de Rambouillet

De bijeenkomst van de staatshoofden van de grootste industrielanden kwam er op vraag van de Franse president Valéry Giscard d'Estaing. De conferentie vond plaats tegen de achtergrond van de Eerste oliecrisis en de economische onrust in de eerste helft van de jaren 70 na het instorten van het systeem van Bretton Woods. De Franse president hoopte dat samenwerking tussen de grootste industrielanden oplossingen kon bieden voor deze economische problemen.
Als locatie voor de bijeenkomst werd gekozen voor het Franse Rambouillet, een gemeente in het departement Yvelines, net ten zuiden van Parijs. De conferentie vond plaats in de Château de Rambouillet, een landelijk kasteel uit de 14e eeuw dat sinds het einde van de 19e eeuw dienstdoet als presidentieel verblijf.

## Aanwezigen
Op de eerste bijeenkomst waren 6 staatsleiders vertegenwoordigd:
- West-Duitsland: Bondskanselier Helmut Schmidt
- Frankrijk: President Valéry Giscard d'Estaing
- Italië: Eerste minister Aldo Moro
- Japan: Minister-president Takeo Miki
- Verenigd Koninkrijk: Eerste minister Harold Wilson
- Verenigde Staten: President Gerald Ford

Aanvankelijk was President d'Estaing gekant tegen de aanwezigheid van Italië bij de bijeenkomst, maar onder druk van de andere deelnemende landen werd het land toch uitgenodigd.

## Resultaten
De bijeenkomst resulteerde na drie dagen overleg in de Verklaring van Rambouillet, die aan de basis lag van de G6 en waarin de doelen van de groep werden vastgelegd. In de verklaring is onder meer sprake van:
- Het zoeken en delen van visies over de wereldeconomie.
- Het veiligstellen van welvaart en vrijheid door het opnemen van de politieke en economische verantwoordelijkheid die bij het democratische systeem horen. Dit door de internationale samenhang en samenwerking tussen de landen te versterken.
- Het samen streven naar oplossingen voor economische problemen, zoals inflatie, lage economische groei, hoge werkloosheid en het probleem van de energiebevoorrading.
- Een pleidooi voor een groei van de wereldhandel, monetaire stabiliteit en de uitbouw van een sterk systeem van mulilaterale handelsovereenkomsten.
- Economische betrekkingen met de Sovjet-Unie en het Oostblok.
- Het werken aan een beter begrip van de Derde Wereld en een hechtere samenwerking met ontwikkelingslanden. De problemen van deze landen worden als een bedreiging voor de wereldeconomie gezien, waarvoor dringend oplossingen gevonden dienen te worden.
- Het organiseren van een conferentie over internationale economische samenwerking
- Het stimuleren van multilaterale samenwerking tussen landen via participatie in internationale organisaties.